# Nemertodermatidae
Famille
Les Nemertodermatidae sont une famille de némertodermatides, des vers marins microscopiques.

## Liste des genres
Selon World Register of Marine Species (5 janvier 2016) :
- Meara Westblad, 1949
- Nemertinoides Riser, 1987
- Nemertoderma Steinböck, 1930
- Sterreria Lundin, 2000

## Publication originale
- Steinbock, 1930 : Ergebnisse einer von E. Reisinger & O. Steinbock mit hilfe des Rask-Örsted fonds durchgefuhrten Reise in Grönland 1926. 2. Nemertoderma bathycola nov. gen. nov. spec., eine eigenartige Turbellarie aus der Tiefe der. Diskobay; nebst einem Beitrag zur Kenntnis des Nemertinenepithels. Vidensk Medd Dan Naturhist Foren, vol. 90, p. 47-84.